# 조덕현 (정치인)
조덕현(曺德鉉, 1934년 2월 21일  ~ 2022년 6월 1일)은 대한민국의 정치인이다. 제11대 국회의원을 지냈다.

## 학력
- 여주농업고등학교 졸업
- 건국대학교 법경대학 정외과 졸업
- 건국대학교 행정대학원 행정학과 졸업
- 고려대학교 경영대학원 경영학과 수료
- 미국 LA Golden State University 정치학박사 학위취득

-논문제목 : 남북통일을 위한 이념적 고찰

## 경력
- 제309J지구 라이온스 협회 부총재
- 사단법인 김일(프로레슬러) 후훤회 이사장
- 통일주체국민회의 초대, 2대 대의원
- 한국반공연맹 성동구 지부 지부장
- 한국국민당 성동지구당 위원장, 서울특별시당 위원장,당무위원
- 제11대 국회의원 (서울 성동) 한국국민당 (옥중 당선)
- 국회 올림픽지원 특별위원회 위원
- 국회 교통체신위원회 간사
- 국회 예산결산특별위원
- 국회 내무위원회 간사
- 제34차 APPU 한국대표
- 제23차 세계올림픽대회(LA) 국회 : 한국대표로 참석
- 로마교황청 교황 요한 바오로 2세 알현
- 제12대 국회의원선거 불출마 선언
- 건국대학교 총동문회 부회장, 정외과 동문회 회장
- 양평관광개발주식회사(양평 컨드리클럽) 대표이사 사장
- 주식회사 동우상역 대표이사 회장
- 반도우림제약주식회사 회장
- 광진신용협동조합 이사장
- 서울 동부지방법원 조정위원회 회장(29년간)
- 한나라당 국책자문위원
- 대한민국헌정회 이사

## 역대 선거 결과
| 실시년도 | 선거   | 대수 | 직책     | 선거구      | 정당       | 득표수   | 득표율          | 순위 | 당락 | 비고 |
| -------- | ------ | ---- | -------- | ----------- | ---------- | -------- | --------------- | ---- | ---- | ---- |
| 1981년   | 총선   | 11대 | 국회의원 | 서울 성동구 | 한국국민당 | 76,397표 | \| \| 27.26% \| | 2위  |      | 초선 |
|          | 27.26% |      |          |             |            |          |                 |      |      |      |